# Gemeinsame Normdatei

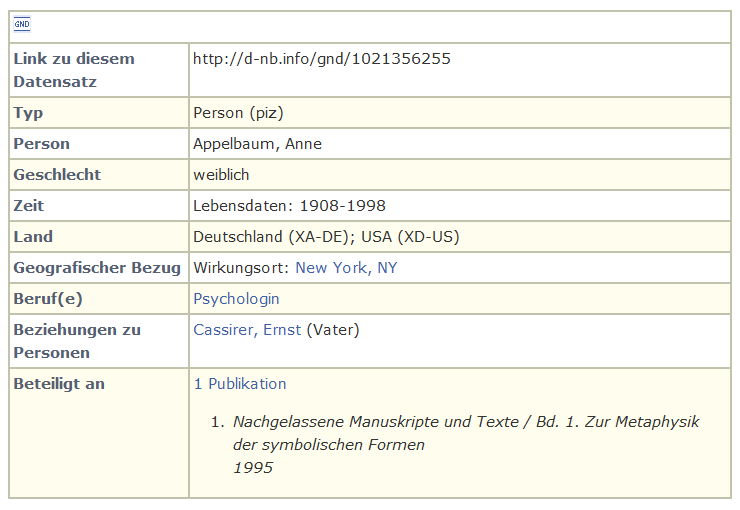
Captură cu o imagine din GND

Gemeinsame Normdatei (română Fișier Integrat de Autoritate) sau GND este un fișier de autoritate internațional pentru organizarea numelor de persoane, titlurilor și organizațiilor din cataloage. Este utilizat în principal pentru documentarea în biblioteci și din ce în ce mai mult și de arhive și muzee. GND este gestionat de Biblioteca Națională Germană în cooperare cu diferite rețele de biblioteci din Europa germanofonă și cu alți parteneri. GND este publicat sub licența Creative Commons Zero (CC0).
Specificația cf? furnizează o ierarhie de entități de nivel înalt și subclase ale acestora, utile în clasificarea bibliotecară, și o abordare cu scopul identificării fără ambiguități a elementelor individuale. Ea cuprinde și o ontologie pentru reprezentarea cunoașterii într-o rețea semantică, disponibilă în format RDF.
Fișierul de Autoritate Integrat a devenit operațional în aprilie 2012 și integrează conținutul următoarelor fișiere de autoritate care au fost desființate între timp:
- Personennamendatei; PND (Fișierul de Autoritate al Numelor de Persoane)
- Gemeinsame Körperschaftsdatei; GKD (Fișierul de Autoritate al Organizațiilor)
- Schlagwortnormdatei; SWD (Fișierul de Autoritate al Subiectelor)
- Fișierul Uniform de Titluri al Deutsches Musikarchiv (în germană: Einheitssachtitel-Datei des Deutschen Musikarchivs; DMA-EST)

La momentul introducerii sale ("GND-Grundbestand" din 5 aprilie 2012), GND deținea 9.493.860 de înregistrări, între care 2.650.000 de nume personalizate

## Tipuri de entități GND de nivel înalt
Există șapte tipuri principale de entități GND:
| Tip | Germană (oficial)             | Română (traducere)        |
| --- | ----------------------------- | ------------------------- |
| p   | Person (individualisiert)     | persoană (individualizat) |
| n   | Name (nicht individualisiert) | nume (neindividualizat)   |
| k   | Körperschaft                  | organizație               |
| v   | Veranstaltung                 | eveniment                 |
| w   | Werk                          | operă                     |
| s   | Sachbegriff                   | termen de specialitate    |
| g   | Geografikum                   | toponim                   |